# Floridians FC

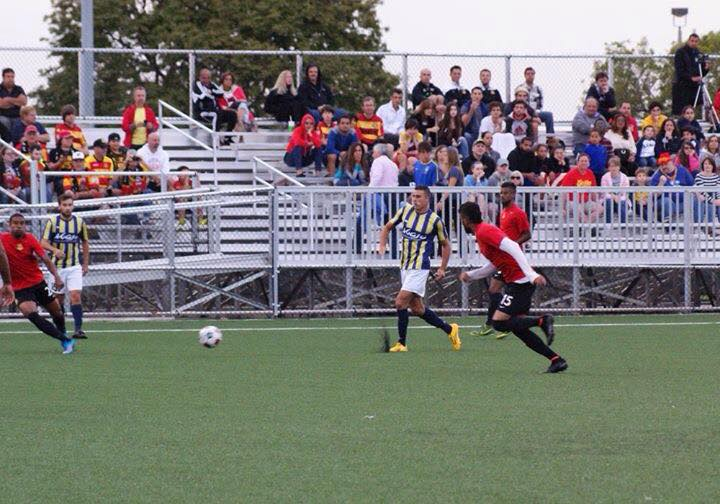
Floridians FC vs Ft lauderdale Strikers

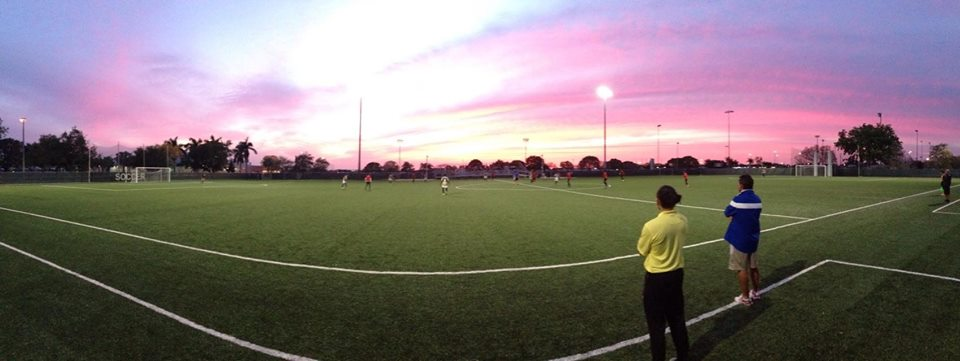
Floridians FC vs Ft Lauderdale Strikers

El Floridians FC es un equipo de fútbol de los Estados Unidos que milita en la USL Premier Development League, la cuarta liga de fútbol en importancia en el país.

## Historia
Fue fundado el 20 de mayo de 2009 en la ciudad de Fort Lauderdale, Florida con el nombre Fort Lauderdale Schulz Academy como un equipo de expansión de la USL Premier Development League para la temporada 2010.
Su primer partido oficial lo jugaron el 7 de mayo de 2010 con una derrota 0-1 ante el Bradenton Academics. El 20 de diciembre de 2013 el club se fusionó con el AC Miami y adoptaron su nombre actual en la cuarta división.

## Entrenadores
- Josef Schulz (2010–2013)[4][5]
- Claude Anelka (2013–2014)
- Fernando Valenzuela (2014–)

## Jugadores

### Jugadores destacados
- Jozy Altidore
- Matt Luzunaris
- Shawn Barry
- Darnell King
- Moussa Toure